# Selma G. Lanes
Selma Gordon Lanes (* 1929 in Dorchester, MA; † 8. April 2009 in Honesdale, PA) war eine amerikanische Autorin, Lektorin, Literaturkritikerin und Journalistin mit dem Schwerpunkt Kinder- und Jugendliteratur.

## Leben
Nach dem Besuch der Dorchester High School for Girls studierte sie am Smith College, einem privaten Frauencollege in Northampton, MA. Sie schloss dort ihr Studium 1950 mit dem B.A. ab. Danach studierte sie an der Columbia School of Journalism.
Nach ihrem Studium arbeitete sie für mehrere Jahre als Redakteurin beim Parents Magazine, einem 1926 gegründeten Monatsmagazin für junge Eltern, das sie als Chefredakteurin des Verlags Parents Magazine Press später selbst leitete. Anschließend leitete sie den Bereich Kinderbuch des Verlags Western Publishing, der am bekanntesten für seine Kinderbuchserie Little Golden Books ist. (In Aufmachung und Preis den Pixi-Büchern vergleichbar.) Lanes veröffentlichte eine Reihe von Büchern über Kinderliteratur und galt als Spezialistin für Maurice Sendak und Tomi Ungerer. Ihre Buch-Kritiken erschienen unter anderem in der New York Times und im Horn Book Magazine. Zum Stand der amerikanischen Literaturkritik für Kinderbücher schrieb Lanes 1971 im Vorwort ihres Buches Down the Rabbit Hole:

„Keine populäre Kunstform unserer Zeit – Werbung und Film möglicherweise ausgenommen – ist so experimentierfreudig, erfinderisch und lebendig wie das Kinderbuch, besonders Bücher für jüngere Altersgruppen. […] Und doch wird die kritische Betrachtung von Kinderbüchern nicht annäherungsweise mit der gleichen Ernsthaftigkeit betrieben, die Filmkritik - und auch Kritik an Werbung - genießt.“

Lanes lebte bis kurz vor ihrem Tod in New York City.

## Werke
Literaturkritik
- Down the Rabbit Hole : Adventures & Misadventures in the Realm of Children’s Literature. Atheneum, New York 1971.
- The Art of Maurice Sendak. Abrams, New York 1980. (Erweiterte Neuausgabe Abrams, New York 1993, ISBN 0-8109-8063-0.)
- Through the Looking Glass: Further Adventures & Misadventures in the Realm of Children's Literature. David R. Godine, Boston 2006, ISBN 1-56792-318-6.

Kinderbücher
- The Curiosity Book, mit Illustrationen von Robert J. Lee. Platt & Munk, New York 1968.
- Windows of Gold and other Golden Tales, neuerzählt von Selma G. Lanes, mit Illustrationen von Kimberly Bulcken Root. Simon and Schuster, New York 1989, ISBN 0-671-64377-0.